# ماري غوردن
ماري غوردن (بالإنجليزية: Mary Gordon)‏ هي ممثلة بريطانية، ولدت في 16 مايو 1882 بغلاسكو في المملكة المتحدة، وتوفيت في 23 أغسطس 1963 في الولايات المتحدة.

## أعمال

### أفلام
- (1939) السيد سميث يذهب إلى واشنطن
- (1939) كلب آل باسكرفيل
- (1939) مغامرات شرلوك هولمز
- (1941) كم كان واديي مخضرا
- (1942) السيد جيم
- (1942) شرلوك هولمز وصوت الإرهاب
- (1942) كبرياء اليانكيز
- (1943) المرأة العنكبوت
- (1943) شرلوك هولمز يواجه الموت
- (1943) هولمز في واشنطن
- (1943) هولمز والسلاح السري
- (1944) المرأة في الأخضر
- (1944) لؤلؤة الموت
- (1946) ارتدت الفستان لتقتل

## وصلات خارجية
- ماري غوردن على موقع IMDb (الإنجليزية)
- ماري غوردن على موقع ألو سيني (الفرنسية)
- ماري غوردن على موقع أول موفي (الإنجليزية)
- ماري غوردن على موقع قاعدة بيانات برودواي على الإنترنت (الإنجليزية)
- ماري غوردن على موقع قاعدة بيانات الأفلام السويدية (السويدية)
- ماري غوردن على موقع ديسكوغز (الإنجليزية)
- ماري غوردن على موقع قاعدة بيانات الفيلم (الإنجليزية)
- ماري غوردن على موقع كينوبويسك (الروسية)